# Jacques Grosperrin
Pour les articles homonymes, voir Grosperrin.
 (juillet 2016).
Si vous disposez d'ouvrages ou d'articles de référence ou si vous connaissez des sites web de qualité traitant du thème abordé ici, merci de compléter l'article en donnant les références utiles à sa vérifiabilité et en les liant à la section « Notes et références ».
Jacques Grosperrin, né le 17 octobre 1955 à Baden-Baden (Allemagne), est un homme politique français (sénateur et conseiller régional). Membre des Républicains, il a été conseiller général du canton de Besançon-Est de 2001 à 2008, vice-président chargé des collèges, du sport et de l'éducation de 2001 à 2004, député de la deuxième circonscription du Doubs de 2007 à 2012.
Il démissionne de son mandat de conseiller régional de Franche-Comté dès son élection de sénateur le 28 septembre 2014 mais reste conseiller municipal de Besançon jusqu'en 2020.
Il est actuellement Sénateur du Doubs et Vice-Président de la Commission de la Culture, de l'Éducation, de la Communication et du Sport et conseiller régional de la Région Bourgogne-Franche-Comté. 

## Biographie
Né le 17 octobre 1955, Jacques Grosperrin est professeur agrégé d'éducation physique à l’université de Franche-Comté, titulaire d'un DEA à l'U.F.R Staps de l'Université Clermont-Ferrand II et titulaire d'un doctorat de lettres, en sciences de l'éducation de l'Université Lumière Lyon II[réf. nécessaire].
Il est conseiller régional de Franche-Comté de 2004 a 2014, chargé de la 4e commission : « Transports – Infrastructures – Habitat – Politique de la ville » et de la 5e : « Environnement – Énergie – Tourisme – Patrimoine – Sport – Coopération ». Il fut également conseiller général et président de la commission éducation-collège. Il démissionne pour cause de cumul des mandats de son poste de conseiller régional de Franche Comté.
Il a été président du Dojo Franc Comtois (1986-2011) ainsi que président–fondateur de Coup de pouce (soutien scolaire), Toboggan (psychomotricité pour les enfants de 4 à 6 ans) et France humanitaire (cabinet dentaire pour les démunis).
Il a été également professeur de judo, ceinture noire 6e dan et ancien champion de France universitaire de Lutte et vice champion de France universitaire de Judo.

## Parcours politique
Il est élu lors du second tour des élections législatives françaises de 2007 député à la deuxième circonscription du Doubs (Besançon-Est) avec 52,78 % contre la socialiste Marie-Guite Dufay. Responsable de la mission parlementaire [http://www.assemblee-nationale.fr/13/dossiers/formation_recrutement_enseignants.asp '« Mission d'information sur la formation initiale et les modalités de recrutement des enseignants ». Le texte a été adopté par la mission et sa publication sous la forme d'un rapport d information n° 4033 : « Mieux former les enseignants en décembre 2011 ».
Il perd les élections législatives de 2012 dans la deuxième circonscription du Doubs de 89 voix.
Au second tour des municipales de mars 2014, le maire sortant Jean-Louis Fousseret remporte la triangulaire gauche-droite-FN à la majorité relative avec moins de 3 % d'écart. Lors des élections municipales de 2020 Jacques Grosperrin est pressenti comme tête de liste pour Les Républicains. Il choisit de ne pas se présenter comme tête de liste. C'est Ludovic Fagaut, conseiller municipal et vice-président LR du conseil départemental du Doubs qui est investi en tant que tête de liste. Jacques Grosperrin est quant à lui en dernière position sur la liste « Besançon Maintenant ».
Il est élu sénateur du Doubs le 28 septembre 2014.
En mai 2015, il démissionne du Conseil supérieur des programmes (institution de 18 membres créée en 2013). Il critique notamment « l'idéologie » et « les dérives communautaires » et considère cette instance, contrairement à sa mission de garantir la transparence du processus d'élaboration de ces programmes comme « le bras armé de la ministre de l'Éducation nationale ».
En mai 2016, il figure dans la liste des parlementaires parrainant la candidature de Jean-François Copé à la primaire présidentielle des Républicains de 2016.
Au sujet de la nouvelle plateforme Parcoursup ayant remplacé APB, il annonce le 18 juillet 2019 le dépôt d'une proposition de loi à la rentrée afin de rendre obligatoire la publication des « algorithmes locaux » utilisés pour chaque formation. Selon lui, « Si les attendus et les critères généraux sont connus, les candidats sont néanmoins en droit de disposer de l’information la plus complète possible leur permettant de formuler des vœux réalistes et éclairés ».
Le 26 avril 2021, il annonce sa candidature aux élections régionales de 2021 en Bourgogne-Franche-Comté sur la liste  "Pour la Bourgogne et la Franche-Comté" (LR-DLF-MEI-LMR-UDI-SL-LC) conduite par Gilles Platret. Celle-ci arrive finalement en deuxième position, avec 24,23 % des voix. Dans le Doubs, la liste conduite par Marie-Noëlle Biguinet obtient 22,38  % des voix.